# Сейлбек
Сейлбе́к (каз. Сейілбек) — село у складі Таласького району Жамбильської області Казахстану. Входить до складу Ойицького сільського округу.
У радянські часи село називалось Ферма 1-а совхоза Уюк або Жанатурмис.
Населення — 243 особи (2021; 880 у 2009, 266 у 1999, 258 у 1989).